# Henning Adolf Gyllenborg
Henning Adolf Gyllenborg (ur. 12 czerwca 1713, zm. 26 listopada 1775 w Sztokholmie) – szwedzki polityk z XVIII wieku. Radca stanu. Studiował w Uppsali. W latach 1751–1752 pełnił funkcję landmarszałka szwedzkiego parlamentu stanowego (Lantmarskalk). Wspierała go partia kapeluszy. Był członkiem Szwedzkiej Akademii Nauk.
W 1743 roku w Berlinie załatwiał sprawy mariażu królewskiego między Ludwiką Ulryką pruską, a królem szwedzkim Fryderykiem I.